# Stanley Weintraub
Pour les articles homonymes, voir Weintraub.
Stanley Weintraub, né le 17 avril 1929 à Philadelphie et mort le 28 juillet 2019, est un professeur, historien militaire et biographe américain, expert de George Bernard Shaw.

## Jeunesse
Weintraub naît à Philadelphie dans l'État de Pennsylvanie le 17 avril 1929, ainé de Benjamin et Ray Segal Weintraub. Il fréquente la South Philadelphia High School puis le West Chester State Teachers College (à présent West Chester University of Pennsylvania (en)) où il reçoit son B.S. en éducation en 1949. Il poursuit ses études à l'université Temple où il reçoit son diplôme de maîtrise en anglais in absentia car il est appelé au service à la guerre de Corée.
Il reçoit un brevet de lieutenant de l'armée et sert à la 8e Armée de Corée où il reçoit la Bronze Star.
Après la guerre il est engagé à l'université d'État de Pennsylvanie en septembre 1953; sa thèse de doctorat « Bernard Shaw, romancier » est acceptée le 6 mai 1956.
Il épouse Rodelle Horwitz en 1954; ils ont trois enfants et vivent à Newark dans l'État du Delaware.

## Carrière
Sauf à de rares occasions à l'extérieur, il reste à Penn State pendant l'ensemble de sa carrière pour finalement atteint le grade de professeur de lettres et sciences humaines Evan Pugh avec le statut émérite à sa retraite en 2000 De 1970 à 1990, il est également directeur de l'Institut de Penn State pour les arts et les sciences humaines.

## Publications
C'est un auteur prolifique qui souvent récompensé :
- Private Shaw and Public Shaw: A Dual Portrait of Arabia and G. B. S.. London: Braziller, 1963. (OCLC 394619)
- The Yellow Book, Quintessence of the Nineties. Ed. with an introd. by Stanley Weintraub   Garden City, NY: Doubleday 1964. (OCLC 351035)
- The Art of William Golding (with Bernard S. Oldsey).  New York: Harcourt, Brace & World, 1965.
- The Savoy: Nineties Experiment. University Park, Pennsylvania State University Press, 1966. (OCLC 369413)
- Reggie: a Portrait of Reginald Turner.  New York G. Braziller, 1965. (OCLC 1165471)
- The Last Great Cause ; the Intellectuals and the Spanish Civil War. New York, Weybright and Talley, 1968. (OCLC 437500)
- Journey to Heartbreak ; the Crucible Years of Bernard Shaw, 1914-1918.  New York, Weybright and Talley, 1971. (OCLC 154871)
- Beardsley: A Biography. London: Braziller, 1967. (OCLC 517295)  Received National Book Award nomination  in 1967 [7]
- Journey to Heartbreak: The Crucible Years of Bernard Shaw. New York: Weybright and Talley, 1971. Received the George Freedley Award from the American Theatre Library Association in 1971[7]
- Directions in Literary Criticism; Contemporary Approaches to Literature. Ed. by Stanley Weintraub & Philip Young.  University Park Penn. State Univ. Press, 1973.  (ISBN 0-271-01116-5) (OCLC 609168)
- Saint Joan: Fifty Years After, 1923/24-1973/74.  Baton Rouge, Louisiana State Univ. Press, 1973.  (ISBN 0-807-10208-3) (OCLC 737250)
- Whistler: a Biography.  New York, Weybright and Talley, 1974.  (ISBN 0-679-40099-0) (OCLC 821038)
- Lawrence of Arabia: the Literary Impulse.  With Rodelle Weintraub.  Baton Rouge : Louisiana State Univ. Press, 1975.  (ISBN 0-807-10152-4) (OCLC 1991924)
- Aubrey Beardsley: Imp of the Perverse. University Park: Pennsylvania State Univ. Press, 1976.  (ISBN 0-271-01215-3) (OCLC 2118568)
- War in the Wards: Korea's Unknown Battle in a Prisoner-of-war Hospital Camp  2d ed. San Rafael, CA: Presidio Press, 1976.  (OCLC 1349913)
- Four Rossettis: a Victorian Biography.  New York : Weybright and Talley, 1977.  (ISBN 0-679-40136-9) (OCLC 2318460)
- The London Yankees: Portraits of American Writers and Artists in London, 1894-1914. New York: Harcourt, 1979.   (ISBN 0-151-52978-7) (OCLC 4835286). reçoit le prix de la Freedom Foundation (en) en 1980 [7]
- Modern British Dramatists, 1900-1945.  Detroit, Mich.: Gale Research Co., 1982.  (ISBN 0-810-30937-8) (OCLC 7947395)
- The Unexpected Shaw: Biographical Approaches to George Bernard Shaw and His Work. New York: Ungar, 1982.  (ISBN 0-804-42974-X) (OCLC 8729615)
- British Dramatists since World War II.  Detroit, Mich.: Gale Research Co., 1982.  (ISBN 0-810-30936-X) (OCLC 8195676)
- The Portable Bernard Shaw.  New York : Penguin Books, 1986, 1977.
- A Stillness Heard Round the World: the End of the Great War, November 1918.  London : Allen & Unwin, 1986, 1985. American ed. published by E. P. Dutton.  (ISBN 0-525-24346-1) (OCLC 11970040)
- Victoria: An Intimate Biography. New York: Dutton, 1987.  (ISBN 0-525-24469-7) (OCLC 13666542)
- Bernard Shaw on the London Art Scene, 1885-1950.  Pennsylvania State Univ. Press, 1989.  (ISBN 0-271-00665-X) (OCLC 18950120)
- Long Day's Journey Into War: December 7, 1941. New York,  Dutton, 1991.  (ISBN 0-525-93344-1) (OCLC 23179418)
- Bernard Shaw: a Guide to Research.  University Park, PA: Pennsylvania State University Press, 1992.
- Disraeli: A Biography. New York: Dutton, 1993.  (ISBN 0-525-93668-8) (OCLC 27684040)
- Arms and the Man and John Bull's Other Island by George Bernard Shaw, with an Introduction by Stanley and Rodelle Weintraub.  New York: Bantam Books, 1993.
- The Last Great Victory : the End of World War II, July–August 1945.  New York : Truman Talley Books, 1995.  (ISBN 0-525-93687-4) (OCLC 31610439)
- Shaw's People: Victoria to Churchill.  University Park : Pennsylvania State Univ. Press, 1996.  (ISBN 0-271-01500-4) (OCLC 32312138)
- Uncrowned King: The Life of Prince Albert. New York: Free Press, 1997.  (ISBN 0-684-83486-3) (OCLC 36008453)
- MacArthur's War: Korea and the Undoing of an American Hero. New York: Free Press, 2000.  (ISBN 0-684-83419-7) (OCLC 41548333)
- Dear Young Friend the Letters of American Presidents to Children.  Ed. with Rodelle Weintraub.  Mechanicburg: Stackpole Press, 2000.
- Edward the Caresser: the Playboy Prince who Became Edward VII. New York: Free Press, 2001.  (ISBN 0-684-85318-3) (OCLC 45375122)
- Silent Night: The Remarkable Christmas Truce of 1914. New York: Free Press, 2001.  (ISBN 0-684-87281-1) (OCLC 46918071)
- Charlotte and Lionel: a Rothschild Love Story. New York: Free Press, 2003.  (ISBN 0-743-22686-0) (OCLC 50511533)
- General Washington's Christmas Farewell: a Mount Vernon Homecoming, 1783. New York: Free Press, 2003.  (ISBN 0-743-24654-3) (OCLC 51978064)
- Iron Tears: America's Battle for Freedom, Britain's Quagmire, 1775-1783. New York: Free Press, 2005.  (also, subtitled Rebellion in America, 1775-1783.  London: Simon and Schuster, 2005)  (ISBN 0-743-22687-9) (OCLC 56592341)
- Eleven Days in December. Christmas at the Bulge, 1944. NY: Free Press, 2006.  (ISBN 0-743-28710-X) (OCLC 69645839)
- 15 Stars: Eisenhower, MacArthur, Marshall: Three Generals Who Saved the American Century  New York: Free Press, 2007.  (ISBN 0-743-27527-6) (OCLC 124074718)
- General Sherman's Christmas.  Savannah, 1864  New York: Harper/Smithsonian, 2009.  (ISBN 0-061-70298-6) (OCLC 263605547)
- Farewell, Victoria!  English Literature 1880-1900  Greensboro, NC: ELT PRESS / Univ. of North Carolina at Greensboro, 2011.   (ISBN 0-944-31825-8) (OCLC 760167199)
- Who's Afraid of Bernard Shaw? Some Personalities in Shaw's Plays  Gainesville, FL: Univ. Press of Florida, 2011.  (ISBN 0-813-03726-3) (OCLC 707260815)
- Victorian Yankees at Queen Victoria's Court: American Encounters with Victoria and Albert Newark: Univ. of Delaware Press, 2011.   (ISBN 1-611-49060-X) (OCLC 698327984)
- Pearl Harbor Christmas: A World at War, December 1941 New York: DaCapo Press (Perseus Books Group), 2011.  (ISBN 0-306-82061-7) (OCLC 758974640)
- Final Victory: FDR's Extraordinary World War II Presidential Campaign  New York: Da Capo Press (Perseus Books Group), 2012.  (ISBN 0-306-82113-3) (OCLC 744287559)
- Young Mr. Roosevelt: FDR’s Introduction to War, Politics, and Life  New York: Da Capo Press (Perseus Books Group), 2013.  (ISBN 0-306-82118-4) (OCLC 841198197)

## Prix
En 2011, il reçoit le diplôme honoraire de docteur es lettres de la West Chester University of Pennsylvania. Le 11 novembre 1982, l'université inaugure le Rodelle and Stanley Weintraub Center for the Study of the Arts and Humanities qui contient une collection de leurs ouvrages, 
documents et souvenirs.

## Source de la traduction
- (en) Cet article est partiellement ou en totalité issu de l’article de Wikipédia en anglais intitulé « Stanley Weintraub » (voir la liste des auteurs).